# Regitzerspitz
Regitzerspitz är en bergstopp i Schweiz.   Den ligger i regionen Landquart och kantonen Graubünden, i den östra delen av landet, 160 km öster om huvudstaden Bern. Toppen på Regitzerspitz är 1 135 meter över havet, eller 454 meter över den omgivande terrängen. Bredden vid basen är 3,7 km.
Terrängen runt Regitzerspitz är bergig söderut, men norrut är den kuperad. Närmaste större samhälle är Bad Ragaz, 3,5 km söder om Regitzerspitz. 
I omgivningarna runt Regitzerspitz växer i huvudsak blandskog. Runt Regitzerspitz är det tätbefolkat, med 286 invånare per kvadratkilometer.